# Edgar Freecards
Edgar Freecards ist eine deutschlandweite Marke für Gratispostkarten. Die Marke gilt als Begründer der Gratispostkarte in Deutschland. Der Name Edgar ist eine Verballhornung des englischen Begriffs ad card (Werbepostkarte).

## Geschichte
Die Edgar-Postkarten wurden 1992 in Hamburg eingeführt. Die Werbetexterin Nana Bromberg (* 1963)  lebte lange in Dänemark und wenige Jahre zuvor kamen die Gratispostkarten in Kopenhagens Gastronomie auf. Mit ihrem Geschäftspartner Pedro Anacker und einem Startkapital von 100.000 DM konnte sie die ersten 50 Kartenständer in Hamburger Kneipen aufstellen. Dabei soll wie in einer Zeitung ein Teil Werbung sein (Werbekarten) und ein Teil Redaktionelles (Kunstpostkarten, Sprüche). Die Karten der Edgar Medien AG wurden ein Erfolg und wurden dann mit regionalen Partnern bundesweit platziert, gleichsam gab es auch eine Reihe von Nachahmern.
Da die Karten nummeriert sind, entwickelte sich eine Sammlerszene mit eigenen Sammlervereinen, auch ein Kartenkatalog ist erschienen. 2007 fusionierte die Edgar Medien AG mit der Boomerang Medien AG zur United Ambient Media AG. 2015 Umfirmierung zur UAM Media Group GmbH und 2019 Umbenennung in Edgar Ambient Media Group GmbH.
Mit Stand 2018 ist die Marke in 49 Städten mit insgesamt 4900 Displays zu finden. Es sind bereits mehr als 29.000 verschiedene Karten erschienen.